# Tour de Justice d'Ouffet
La tour de Justice est un donjon historique et classé de la commune d'Ouffet en Belgique (province de Liège). La dénomination complète de l'édifice est la tour de l'ancienne cour de justice.

## Localisation
La tour se situe au centre du village d'Ouffet dans la rue du Perron, en face de l'église Saint-Médart.

## Historique
Le futur prince-évêque de Liège Henri II de Leez fait ériger cette tour défensive vers 1124. Elle est détruite en 1212 par le Comte de Bar et par les Hutois en 1313. Chaque fois reconstruite, elle finit par tomber en ruine et, en 1593, les manants d'Ouffet adressent une requête au prince-évêque de Liège Ernest de Bavière pour obtenir l’autorisation de restaurer la tour en ruine afin de se protéger  "des pilleries des gens de guerre, volleurs et brigants" Ils adressent en outre une requête à la Chambre des Comptes de son Altesse de Liège leur permettant, "à l'aide des pierres tombées, sur le même bien avec le cimetière y joint faire réparation et ériger un fort pour soy illecque pouvoir contregarder et retirer leur dite personne et bien". À partir de cette reconstruction  de 1593 jusqu'à la fin du XVIIIe siècle, le bâtiment a servi de Haute Cour de Justice. Vers 1650, une construction perpendiculaire de trois niveaux est adossée à la tour. Une restauration de la tour est réalisée en 1987.

## Description
Cette tour à base rectangulaire haute d'une vingtaine de mètres est bâtie en pierres calcaires et en moellons de grès issus des carrières de la région. Les côtés est et ouest mesurent une dizaine de mètres alors que les côtés nord et sud ont une dimension d'environ 7 mètres. Les murs font 1 m 60 d'épaisseur. Le bâtiment possède peu d'ouvertures et est surmonté d'une toiture en ardoises à quatre pans.

## Visite
La tour peut être visitée lors de diverses manifestations et accueille ponctuellement des activités culturelles et des concerts.

## Source et lien externe
- « Tour de Justice Ouffet », sur wikihuy.be (consulté le 13 avril 2023)